# Weldinho
Welder da Silva Marçal, mais conhecido como Weldinho (Franca, 16 de janeiro de 1991), é um futebolista brasileiro que atua como lateral-direito. Atualmente, jogador varzeano em Franca.

## Carreira

### Paulista
Começou sua carreira depois do belo campeonato que fez na Copa São Paulo de Juniores pelo Paulista, e assim subiu para o profissional do clube.
Com a camisa tricolor, Welder disputou 37 partidas entre Campeonato Brasileiro, Copa do Brasil e Paulistão. A sua estreia como profissional aconteceu no Campeonato Paulista de 2010.

### Corinthians
Welder transferiu-se então ao Corinthians no dia 21 de abril  para a disputa do Campeonato Brasileiro onde se sagrou pentacampeão, sendo reserva imediato do camisa 2 Alessandro.

### Palmeiras
No dia 8 de fevereiro de 2013, Weldinho assinou contrato com o Palmeiras até 2016. Logo em sua chegada, ele disputou vaga com o outro lateral alviverde, Ayrton, e ganhou a posição de titular. Em junho de 2014, retornou de empréstimo do Sporting.

### Sporting
Em 2013, Weldinho foi cedido ao Sporting, em forma de empréstimo, por uma temporada. Não conseguiu entrar na equipa principal, sendo apenas convocada por uma vez (suplente não utilizado). Foi utilizado em 8 jogos pela equipa B. No fim da temporada, o clube decidiu não activar a sua cláusula de transferência.

### Oeste
Em maio de 2015, sem espaço no Verdão, Weldinho foi emprestado ao Oeste, até o final da temporada.

### Brasil de Pelotas
Em janeiro de 2016, Weldinho foi emprestado ao Brasil de Pelotas, até o final da Série B 2016.

## Títulos
Paulista
- Copa Paulista: 2010

Corinthians
- Campeonato Brasileiro: 2011
- Libertadores: 2012

### Outras Conquistas
Corinthians
- Troféu Osmar Santos: 2011

Palmeiras
- Troféu Julinho Botelho: 2014